# Dorfkirche Untitz

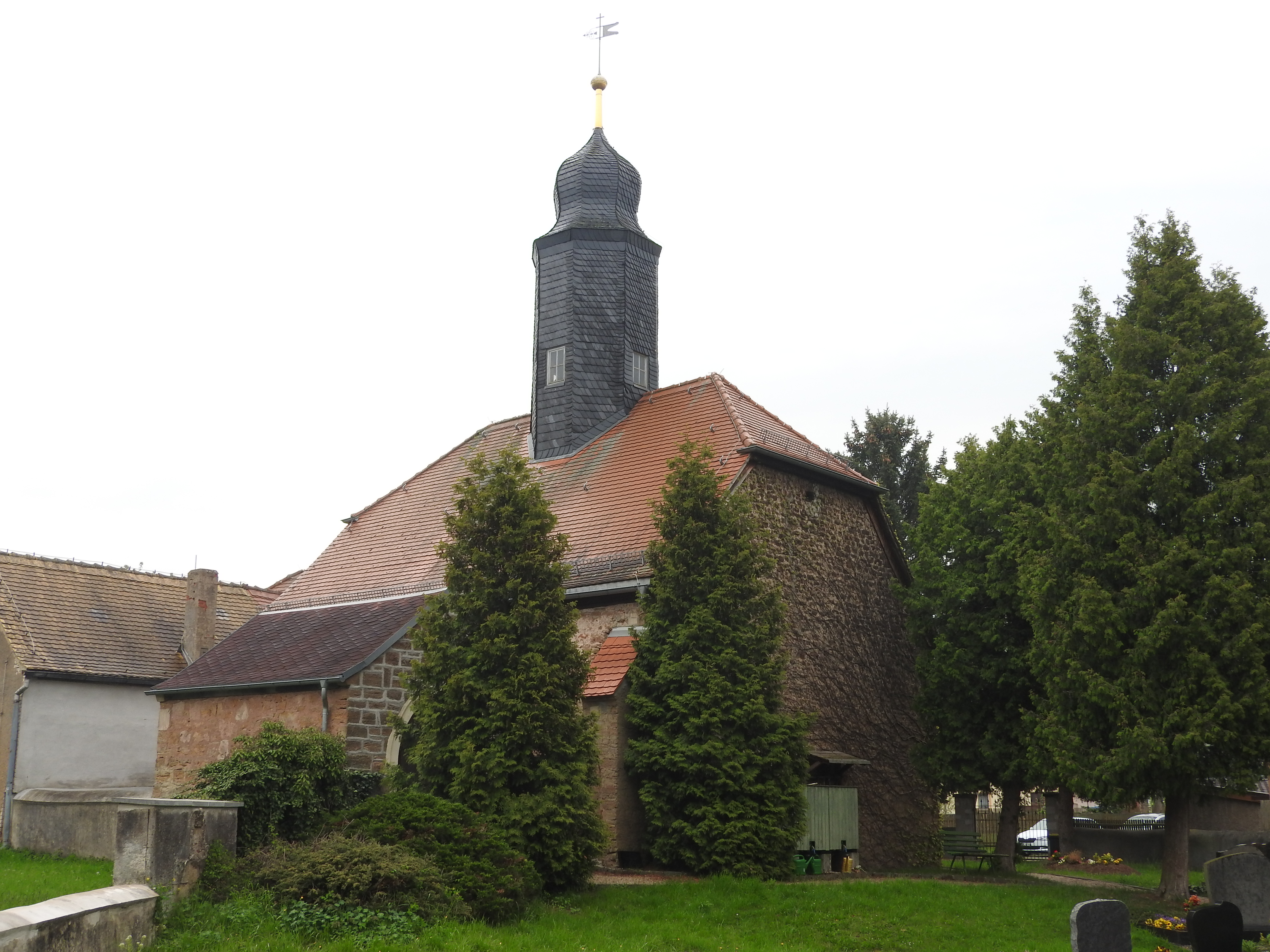
Dorfkirche Untitz

Die evangelische Dorfkirche Untitz steht im Ortsteil Untitz der Stadt Berga-Wünschendorf im Landkreis Greiz in Thüringen. Sie gehört zur Kirchengemeinde Wünschendorf im Kirchenkreis Gera der Evangelischen Kirche in Mitteldeutschland.

## Geschichte
Die romanische Vorgängerkirche mit Chor und einem Tonnengewölbe sowie mit rundbogigen Triumphbogen, über die nichts bekannt ist, wurde 1690 umgebaut.
Im 18. Jahrhundert bekam das Langhaus eine Balkendecke sowie einen achteckig beschieferten Dachreiter.
Um 1950 erfolgte der separate Anbau des Gemeinderaumes an der Nordseite des Chorraums.
Die handgeläutete Glocke wurde 1808 eingebaut. Das Haus besitzt eine umlaufende Empore aus Holz mit brauner Bemalung. Die Kanzel und der einfache Blockaltar stehen im Triumphbogen.

## Einzelnachweis
1. ↑  Ev.-Luth. Kirchenkreis Gera: Die Kirche in Wünschendorf-Untitz. Archiviert vom Original (nicht mehr online verfügbar) am 31. Mai 2016; abgerufen am 22. Juli 2017.  Info: Der Archivlink wurde automatisch eingesetzt und noch nicht geprüft. Bitte prüfe Original- und Archivlink gemäß Anleitung und entferne dann diesen Hinweis. (mit einem Foto)